# Melodije morja in sonca 2021
40. Melodije morja in sonca so potekale 10. julija 2021 v Amfiteatru Avditorija Portorož. Vodila sta jih Lorella Flego in Mario Galunič.

## Odpovedani MMS 2020
40. izvedba festivala bi se morala zgoditi že leta 2020, a je bila zaradi pandemije koronavirusne bolezni odpovedana oziroma prestavljena na naslednje leto. Razpis za leto 2020 je bil objavljen 12. marca, zbiranje prijav pa je sprva trajalo do 14. aprila in bilo nato podaljšano do 29. maja. Predvideni datum samega festivala je bil 11. julij. Konec junija je bilo potrjeno, da festivala v letu 2020 ne bo.

## Javni razpis
Javni razpis za udeležbo na festivalu je bil objavljen 10. marca 2021, rok za prijavo pa je bil 9. april. Pravila so glede na leto 2019 prinesla kar nekaj sprememb:
- zmanjšalo se je število tekmovalnih skladb (s 14 na 12), in sicer zaradi enovitosti prireditve (brez prekinitve s poročili),
- zmanjšalo se je dovoljeno število izvajalcev hkrati na odru (z največ 7 na največ 5),
- skladbe so lahko dolge največ 3 minute in pol (in ne več 4 minute),
- izvajalci morajo biti na dan festivala stari najmanj 17 let (prej 16),
- pri glasovanju ne bodo sodelovali gledalci v Avditoriju;

ostala določila pa so ostala enaka:
- avtorji lahko prijavijo največ dve avtorski deli (skladba, besedilo),
- besedilo skladbe je lahko v slovenskem ali italijanskem jeziku,
- prijavljena dela morajo biti izvirna in ne smejo biti predhodno javno predvajana ali kako drugače objavljena.

Na razpis je prispelo 74 prijav. Za festival je bilo izbranih 12 tekmovalnih skladb: tri so prispevali izvajalci, ki jih je k sodelovanju povabil organizacijski odbor festivala (Teo Collori & Franco Ceroici, Samuel Lucas & Maja Založnik, Eva Boto), ostalih devet pa je bilo izbranih izmed na razpis prispelih prijav. Izborno komisijo so sestavljali Eva Cimbola, Simona Brglez, Slavko Ivančić, Andrea F (predsednik), Alesh Maatko, Mojca Menart in Aleksander Radič. Nosilka projekta Festival MMS je bila Klavdija Žnidarič, ponovno se je oblikoval Organizacijski odbor, ki je aktivno soustvarjal festival.
Izborna strokovna komisija je izbrala tudi 2 rezervni skladbi:
| Izvajalec    | Naslov            | Avtorji glasbe, besedila in aranžmaja                        |
| ------------ | ----------------- | ------------------------------------------------------------ |
| Etiénne      | »Galeb«           | Miha Guštin - Gušti (gb), Etien Huskić (a), Aljoša Bolje (a) |
| Saša Jovičić | »Morje sred noči« | Saša Jovičić (g), Rok Vilčnik (b), Sebastijan Duh (a)        |

## Tekmovalne skladbe
| #   | Izvajalec                     | Naslov                    | Avtorji glasbe, besedila in aranžmaja                                                                             |
| --- | ----------------------------- | ------------------------- | --- |
| 1.  | Samuel Lucas in Maja Založnik | »Kdo smo?«                | Samuel Lucas (ga), Vita Lunaček (b)                                                                               |
| 2.  | Saša Lešnjek                  | »Kaj bi svet brez upanja« | Alex Volasko (gba), Saša Lešnjek (gb)                                                                             |
| 3.  | Platana                       | »V globino srca«          | Adrijan Baruca (g), Lara Baruca (b), Jan Baruca (a)                                                               |
| 4.  | Tomaž Hostnik                 | »Ti sploh ne veš«         | Tomaž Hostnik (gba), Matija Krečič (a), Matic Plemenitaš (a)                                                      |
| 5.  | Tatjana Mihelj                | »Ples v dežju«            | Žiga Pirnat (gba), Andraž Gliha (g), Željko Mladenović (ga)                                                       |
| 6.  | Rok Ferengja in Erosi         | »Mlada luna«              | Aleš Klinar (ga), Rok Lunaček (b), Miha Gorše (a)                                                                 |
| 7.  | Gedore                        | »Ona«                     | Mitja Bobič (g), Marko Hrvatin (g), Mitja Kodarin (b); Marko Toškan, Simon Markežič, Jan Baruca, Tomaž Boškin (a) |
| 8.  | Gal Gjurin in Manca Fekonja   | »Zvezda«                  | Gal Gjurin (gba)                                                                                                  |
| 9.  | Sebastian                     | »Ne spim!«                | Sebastian (gba)                                                                                                   |
| 10. | Teo Collori in Franco Ceroici | »Kjer se cesta konča«     | Teo Collori (gba)                                                                                                 |
| 11. | Boštjan Pertinač              | »Plima«                   | Boštjan Pertinač (gba), Alex Volasko (ga)                                                                         |
| 12. | Eva Boto                      | »Kdo ti bo dušo dal?«     | Eva Boto (g), Jan Plestenjak (b), Žan Serčič (a)                                                                  |

Izvajalce je v živo spremljal festivalski orkester pod vodstvom Tomija Puriča z vokalisti Lucijo Marčič, Saro Lamprečnik in Žigom Rustjo.

## Nagrade

### Velika nagrada MMS 2021
Veliko nagrado 40. festivala MMS je prejela Tatjana Mihelj za pesem »Ples v dežju« avtorjev Žige Pirnata, Andraža Glihe  in Željka Mladenovića.
O veliki nagradi festivala so odločali glasovi:
- strokovne žirije (Pavle Plahutnik, Simona Moličnik, Igor Misdaris, Tinkara Kovač in Dajana Makovec),
- izbranih radijskih postaj (1. program RA Slovenija, Radio Koper, Radio Maribor, Radio Celje, Radio Sora, Radio Murski val, Radio Primorski val, Radio Sraka, Radio Ognjišče in Radio Univox) ter
- gledalcev in poslušalcev (telefonsko glasovanje).

| Pesem (izvajalec)                                    | Žirija | Radio | Telefon | Σ  | Mesto |
| ---------------------------------------------------- | ------ | ----- | ------- | -- | ----- |
| »Kdo smo?« (Samuel Lucas & Maja Založnik)            | 7      | 10    |         | 17 | 5.    |
| »Kaj bi svet brez upanja« (Saša Lešnjek)             | 8      | 7     | 3       | 18 | 4.    |
| »V globino srca« (Platana)                           |        | 2     |         | 2  | 11.   |
| »Ti sploh ne veš« (Tomaž Hostnik)                    | 6      | 3     | 7       | 16 | 6.    |
| »Ples v dežju« (Tatjana Mihelj)                      | 12     | 5     | 10      | 27 | 1.    |
| »Mlada luna« (Rok Ferengja & Erosi)                  | 5      | 6     | 5       | 16 | 7.    |
| »Ona« (Gedore)                                       | 4      | 4     | 8       | 16 | 8.    |
| »Zvezda« (Gal Gjurin & Manca Fekonja)                | 10     | 8     | 6       | 24 | 3.    |
| »Ne spim!« (Sebastian)                               |        |       | 1       | 1  | 12.   |
| »Kjer se cesta konča« (Teo Collori & Franco Ceroici) | 1      | 1     | 4       | 6  | 9.    |
| »Plima« (Boštjan Pertinač)                           | 2      |       | 2       | 4  | 10.   |
| »Kdo ti bo dušo dal?« (Eva Boto)                     | 3      | 12    | 12      | 27 | 2.    |

V primeru izenačenja v skupnem seštevku je imela prednost tista skladba, ki se je v glasovanju strokovne žirije uvrstila višje.

### Nagrade strokovne žirije
Nagrade strokovne žirije, ki so jo sestavljali Pavle Plahutnik (predsednik), Simona Moličnik, Igor Misdaris, Tinkara Kovač in Dajana Makovec, so prejeli:
- za najboljšo glasbo: Žiga Pirnat, Andraž Gliha in Željko Mladenović za pesem »Ples v dežju«
- za najboljše besedilo: Žiga Pirnat za pesem »Ples v dežju«
- za najboljšo izvedbo: Tatjana Mihelj
- za obetavnega izvajalca oziroma avtorja – nagrada Danila Kocjančiča: Saša Lešnjek

## Spremljevalni program
V spremljevalnem programu (v času telefonskega glasovanja) je nastopil Lado Bizovičar, ki je zapel venček vidnejših, povečini zmagovalnih skladb iz zgodovine festivala:
- »Črta« (Slavko Ivančić)
- »Delam, kar se ne sme« (Jazz Station)
- »Dobrodošli« (Prizma)
- »Pokliči me nocoj« (Pop Design)
- »Sem takšen, ker sem živ« (Faraoni)
- »Anita ni nikoli« (Halo)
- »Tople julijske noči« (Oto Pestner)
- »Melodije sonca in morja« (Oto Pestner & Majda Petan)
- »Ribič, ribič me je ujel« (Majda Sepe)
- »Vrniva se na najino obalo« (Helena Blagne & Nace Junkar)
- »Nasmeh poletnih dni« (Moni Kovačič)
- »Dober dan« (Bazar)
- »Cela ulica nori« (Kingston)
- »Mi ljudje smo kot morje« (Faraoni)
- »Brizgalna brizga« (Atomik Harmonik)
- »Mango banana« (Gu-gu)
- »Banana« (Domen Kumer)
- »Črne oči« (Čuki)
- »Slovenski mornar« (Nace Junkar)
- »Moj mornarček« (Helena Blagne & Don Juan)
- »Amerika« (Bazar)
- »Kopalnico ima« (Hazard)
- »Mladi Joža« (Big Ben)
- »Portorož 1905« (Bazar)
- »Še si tu« (Marta Zore)
- »Bum bum« (Yuhubanda)
- »Srce za srce (Ti)« (Alya)
- »Moj profil« (Lea Sirk)
- »Do Portoroža« (Domen Kumer)
- »Hotel Modro nebo« (Kingston)
- »Reka luči« (Dominik Kozarič)
- »Sive ceste« (Panda)
- »Kar je res, je res« (Faraoni)
- »Ta moška« (Prizma)
- »Lahko noč, Piran« (Anika Horvat)

Večer so otvorili Tinkara Kovač in 2B z mashupom »Bodi z mano do konca« in »Kot morje«.

## Gledanost
40. Melodije morja in sonca so bile najbolj gledana oddaja večera: v povprečju si jih je ogledalo 8,2 % ali 156.000 gledalcev, kar je predstavljalo 31-odstotni delež vseh gledalcev televizije v času oddaje.